# AbbVie
AbbVie è una multinazionale americana nata nel 2013 dallo spin-off di Abbott Laboratories. Opera nel settore biofarmaceutico con prodotti, sia biologici sia di sintesi chimica, focalizzati su un nucleo di aree terapeutiche specifiche quali l'epatite C (HCV), la neuroscienza, l'immunologia, l'oncologia, le malattie renali e la salute della donna.
È quotata dal gennaio 2013 alla Borsa di New York.

## Storia
Nell'ottobre 2011, Abbott Laboratories ha annunciato l'intenzione di scindere le attività che svolgeva su scala globale in due società quotate in borsa, una operante nel settore dei prodotti medicali diversificati, l'altra nel settore dei farmaci innovativi frutto della ricerca scientifica. A seguito di tale decisione, il 1º gennaio 2013, la Abbott Laboratories si è scissa in due aziende, una, più dedicata alla produzione, che ha mantenuto il nome Abbott Laboratories mentre l'altra, la AbbVie, più dedicata alla ricerca e allo sviluppo.

## Azionariato
Nel 2017 le azioni AbbVie sono principalmente possedute da investitori istituzionali (Capital Group Companies, The Vanguard Group, BlackRock, State Street Corporation e altri.